# جاذبية عارية
جاذبية عارية (بالإنجليزية: Naked Attraction)‏ هو عبارة عن برنامج ألعاب رقمي بريطاني يبث علي القناة الرابعة البريطانية في البرنامج عبارة عن شخص يرتدي ملابسه يختار فيه متسابقًا واحدًا من بين ستة أشخاص عراة، يتم الكشف عن أجسادهم ثم وجوههم من خلال جولات متعاقبة، من القدمين إلى الأعلى حتي وصولاً للرأس بمجرد أن يتم التخلص من هؤلاء الستة تدريجياً وصولاً إلى اثنين، يظهر الشخص الذي يقرر بعد ذلك عاريًا لاختيار واحد منهم للحصول على موعد كامل بينه و بين الشخص الذي اختاره و لكن بملابسهم. ثم يقدم البرنامج ملاحظاتهم بعد الموعد. تم عرضه لأول مرة في 25 يوليو 2016 وتم تقديمه بواسطة آنا ريتشاردسون.
في نوفمبر 2016 تم الإعلان عن بث الموسم الثاني من البرنامج  بحيث كان تاريخ أول الحلقة من الموسم الثاني الخميس الموافق 29 يونيو 2017 وأعلن ايضاً عن موسم ثالث من البرنامج بحيث تم بث الحلقة الأولي من الموسم الثالث يوم الجمعة الموافق 24 أغسطس 2018 و في نفس العام أعلن عن بث موسم رابع في عام 2019
تلقى العرض العديد من الشكاوى من المشاهدين إلى هيئة مراقبة البث أوفكوم بسبب ظهور رجال و نساء عارين بالكامل أمام الكاميرات و هذا يعتبر عن محتوي جنسي مثير. اختارت هيئة مرققبة البث أوفكوم عدم التحقيق في امر البرنامج لأنه لم يكن هناك أي شيء ينتهك قواعدهم: بحيث كان العرض عبارة عن عرض رقمي بحت و لا يحتوي على نشاط جنسي بين المشاركين فيه، وتم عرضه بعد مستجمعات المياه.
يمكن أن يستغرق تصوير كل حلقة ما يصل إلى اثني عشر ساعة على الرغم من أن المتسابق الذي يختار شخص ما لمواعدته يجب أن يفعل هذا في زمن مدته 15 دقيقة فقط. بحيث تتم المواعدة بين المتسابق و الشخص المختار في الساعة 9:00 صباحًا في اليوم التالي. يجب أن يكون لدى المتسابق الذي سيختار شخص ما معه / معها في جميع الأوقات للتأكد من أنه/انها لا تصطدم/يصطدم بطريق الخطأ مع أحد الاشخاص الستة الذي يتم الاختيار بينهم، وإذا كان أحد المتسابقين يحتاج الذهاب إلي استراحة في التواليت، يجب أن يرافقه / يرافقها أحد الموظفين حتى يقوم لا يقوم المتسابق برؤية الاشخاص و هم يتركون الحجيرة الصغيرة الملونة الذي.
لا يتلقى المتسابقون مالاً مقابل المشاركة المشاركة في البرنامج، ولكن يتم منح الأشخاص الستة مبلغ 75 جنيهاً استرلينياً وذلك لوجودهم في الغرفة.

## روابط خارجية
- جاذبية عارية على موقع IMDb (الإنجليزية)
- جاذبية عارية على موقع روتن توميتوز (الإنجليزية)
- جاذبية عارية على موقع قاعدة بيانات الفيلم (الإنجليزية)

- جاذبية عارية  في قاعدة بيانات الأفلام على الإنترنت (بالإنجليزية)